# Jaiku
Jaiku war eine Mikrobloggingdienst. Es wurde auch als soziales Netzwerk oder ein meist öffentlich einsehbares Tagebuch im Internet definiert. Privatpersonen, Organisationen, Unternehmen und Massenmedien nutzten Jaiku als Plattform zur Verbreitung von kurzen Textnachrichten im Internet. Jaiku wurde im Februar 2006 der Öffentlichkeit vorgestellt und gewann schnell international an Beliebtheit.
Das Unternehmen wurde 2007 von Google Inc. übernommen. Im Oktober 2011 wurde bekanntgegeben, dass der Dienst zum 15. Januar 2012 eingestellt wird. Google wollte sich damit mehr auf das soziale Netzwerk Google+ konzentrieren.
Daraufhin hat Google die Software, mit der Jaiku lief, als Open Source unter der Apache-Lizenz 2.0 veröffentlicht.